# Успенка (Курганская область)
Успенка — деревня в Половинском районе Курганской области России. Входит в состав Половинского сельсовета.

## География
Деревня находится на юго-востоке Курганской области, в пределах южной части Западно-Сибирской равнины, в лесостепной зоне, на восточном берегу озера Грачёво, на расстоянии примерно 23 километров (по прямой) к востоку от села Половинного, административного центра района. Абсолютная высота — 146 метров над уровнем моря.
Климат
Климат характеризуется как резко континентальный с недостаточным увлажнением, холодной малоснежной зимой и тёплым сухим летом. Среднегодовая температура — 2 °C. Средняя температура воздуха самого холодного месяца (января) составляет −17 °C (абсолютный минимум — −48 °С); самого тёплого месяца (июля) — 20 °C (абсолютный максимум — 41 °С). Годовое количество атмосферных осадков — 385 мм, из которых 234 мм выпадает в период с мая по сентябрь. Снежный покров держится в течение 150—160 дней.
Часовой пояс
Деревня Успенка, как и вся Курганская область, находится в часовой зоне МСК+2. Смещение применяемого времени относительно UTC составляет +5:00.

## Население
| 1989 | 2002 | 2010 |
| ---- | ---- | ---- |
| 172  | ↘150 | ↘97  |

Гендерный состав
По данным Всероссийской переписи населения 2010 года в гендерной структуре населения мужчины составляли 54,6 %, женщины — соответственно 45,4 %.
Национальный состав
Согласно результатам Всероссийской переписи населения 2002 года, в национальной структуре населения русские составляли 80 %.